# An die ferne Geliebte
„An die ferne Geliebte“ (česky „Vzdálené milé“) Opus 98, je písňový cyklus Ludwiga van Beethovena z roku 1816 věnovaný knížeti Josefu Františku Maxmiliánu z Lobkovic. Je považován za vůbec první písňový cyklus.

## Popis
Rytina na titulní straně publikace zobrazuje zpěváka s loutnou sedícího na kamenném kopci a hledícího směrem k oblaku se svou milovanou.

## Okolnosti vzniku

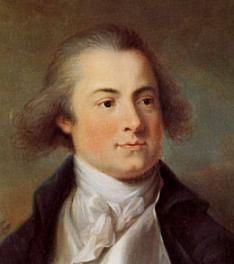
Kníže Josef František z Lobkovic, objednavatel skladby

Podle data na Beethovenově autografu byl cyklus dokončen „v dubnu 1816“. Od roku 1907 se nachází v Beethovenově domě v Bonnu (signatura BH 69). První tištěná publikace vyšla v říjnu 1816 u firmy S. A. Steiner & Comp. ve Vídni.
Písňový cyklus je věnován Beethovenovu dlouholetému mecenáši knížeti Josefu Františku Maxmiliánu z Lobkovic, respektive jeho zesnulé manželce kněžně Marii Karolíně ze Schwarzenbergu. Někteří badatelé se shoduje v názoru, že dílo objednal přímo kníže – který vystupoval i jako zpěvák – na památku jeho manželky, kněžny Marie Karolíny ze Schwarzenbergu. Když kněžna 24. ledna 1816 v Praze ve věku 40 let zemřela, objednal kníže skladbu u Beethovena, k poctě její památky. Šlo by tedy o jakési „sekulární rekviem“. Kníže svou ženu údajně velmi miloval a v následujících dnech byl „v hrozném stavu a zcela zdrcen“.
Kníže Josef František svou manželku přežil jen o pár měsíců a zemřel 15. prosince 1816, krátce po vydání prvního vydání.
V roce 2011 Birgit Lodesová předložila hypotézu, že text i titulní strana prvního vydání ve skutečnosti ukazovaly na „milence v nebi“. Navíc šest básní Aloise Isidora Jeittelese, na nichž je cyklus založen, zřejmě nebylo vytištěno samostatně. Lodesová proto považuje za zřejmé, že „jinak nepublikovaný text […] byl výslovně předložen Beethovenovi ke zhudebnění, nebo že op. 98 byla společná produkce Jeittelese a Beethovena plánovaná od počátku pro knížete z Lobkovic.“
Někteří Beethovenovi badatelé vidí dílo v souvislosti s jeho slavným dopisem „Nehynoucí lásce“, který skladatel napsal již v roce 1812.
Ferenc Liszt použil dílo jako předlohu pro jednu ze svých četných klavírních transkripcí.